# Zentrale Melde- und Auswertestelle für Störfälle und Störungen

Anzahl der Ereignisse von 1991 bis 2005

Die Zentrale Melde- und Auswertestelle für Störfälle und Störungen (ZEMA) erfasst nach der Störfall-Verordnung (12. BImSchV) alle meldepflichtigen Ereignisse, die sie ausgewertet und in Jahresberichten veröffentlicht.
Die meldepflichtigen Ereignisse werden entsprechend ihrem Gefahrenpotential in Störfälle und in Störungen des bestimmungsgemäßen Betriebs unterteilt.
Die systematische Erfassung und Auswertung der Ereignisse soll Erkenntnisse liefern, die als Grundlage einer Weiterentwicklung des Standes der Sicherheitstechnik dienen.
Im Jahr 1993 wurde die Zentrale Melde- und -Auswertestelle für Störfälle und Störungen in verfahrenstechnischen Anlagen (ZEMA) im Umweltbundesamt eingerichtet. Damit wurde in der Bundesrepublik Deutschland die organisatorische Voraussetzung zur systematischen Erfassung und Auswertung von Störfällen und Störungen in Anlagen, die der Störfall-Verordnung unterliegen geschaffen.
Die ZEMA verfügte im Jahr 2020 über 771 detaillierte nationale Berichte zu Störfällen und Störungen in sicherheitstechnisch relevanten Anlagen aus den Jahren 1980 bis 2018, die online recherchiert werden können.
In der 1999 aufgebauten Internetpräsenz stehen in einem offenen Portal deutsche, europäische und internationale Informationen über Störfälle und Störungen mit Gefahrstoffen in verfahrenstechnischen Anlagen der Öffentlichkeit zur Verfügung.